# Eurysa dorsilinea
Eurysa dorsilinea är en insektsart som först beskrevs av Van Duzee 1907.  Eurysa dorsilinea ingår i släktet Eurysa och familjen sporrstritar. Inga underarter finns listade i Catalogue of Life.